# Jordan Pruitt
Jordan Pruitt Fuente, född Jordan Lynne Pruitt 19 maj 1991 i Loganville i Georgia, är en amerikansk före detta singer-songwriter som numera är bosatt i Nashville i Tennessee. Hon fick vid tretton års ålder ett skivkontrakt med Hollywood Records 2005 och turnerade senare med flera artister som Drake Bell, Demi Lovato, Jonas Brothers, High School Musicalgänget, The Cheetah Girls och Plain White T's.
2007 var Pruitts låt "Jump to the Rhythm" med i Disney Channelfilmen Jump In!.